# Kobylarzowa Igła

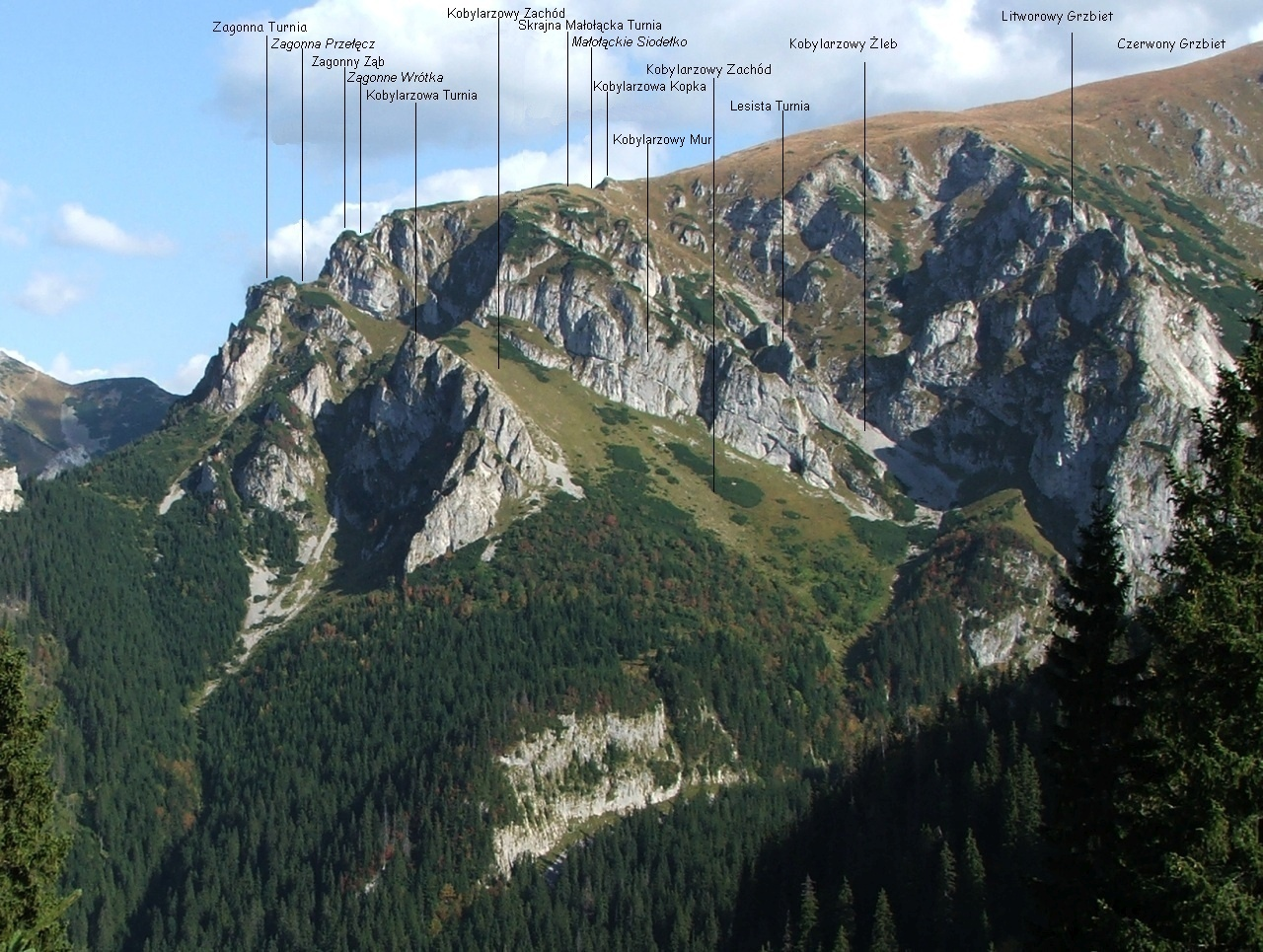
Widok spod Pieca

Kobylarzowa Igła – turniczka w Kobylarzowym Murze oddzielającym Kobylarzowy Zachód od Szarego Żlebu w północno-zachodniej grani Małołączniaka w masywie Czerwonych Wierchów w Tatrach. Znajduje się w odległości kilkudziesięciu metrów na południe od Zagonnej Przełęczy. Jest to niewielka turnia, ale bardzo charakterystyczna i mająca znaczenie orientacyjne; przy złej widoczności pełni rolę drogowskazu. Wprost nad nią jest jedyne, skalisto-trawiaste miejsce, którym można względnie łatwo pokonać Kobylarzowy Mur i wyjść na jego grzbiet. Wprost poniżej turniczki znajduje się natomiast jedyna wyrwa w skalnym murze tworzącym lewe ograniczenie Kobylarzowego Zachodu, przez którą można z niego zejść do Wodniściaka.
Pod Kobylarzową Igłą podano stanowisko traganka wytrzymałego – gatunku rośliny, która w Polsce występuje tylko w Tatrach i to na niewielu stanowiskach.